# Стефан Клечков
Д-р Стефан Рачев Клечков е виден български общественик, юрист и държавен администратор от времето на Цар Борис III.

## Биография
Роден в бедно габровско семейство на ветеринарен фелдшер с 4 деца, през 1920 година младият Стефан завършва висшето си образование в Софийския университет, със специалност финанси. Запознат с високия му интелект, габровският индустриалец Метев заплаща учението му по право в Хайделберг  и защитата на докторската му дисертация по международно право в Италия.
Убеден родолюбец, той е сред водачите на студентските вълнения срещу Ньойския договор. През февруари 1935 година става редактор на списание „Нация и политика“, около което се събира кръг от млади интелектуалци и бъдещи политици, които образуват органзиацията „Млада България“. Централна фигура в която е убитият от комунистическата власт на 1 февруари 1945 г. д-р Никола Минков. Д-р Стефан Клечков е близък с Дора Габе и други много поети, писатели и високо културен човек. 
През 1938 година, д-р Стефан Клечков е назначен за областен управител на Старозогорска област. Едвига Ангелова Красини, която отблизо е познавала работата му, свидетелства за него: „Той беше неподкупен администратор, принципен, високо морален човек и истински патриот.“
На 25 септември 1940 г. д-р Клечков идва в Добрич като царски пратеник назначен за комисар по администрацията и приемането на Южна Добруджа от Румъния по Крайовския договор и устройване на областта, което той организира и осъщестява на образцово ниво.
В 1941 г. е назначен на 16 април от премиера проф. Богдан Филов за ръководител на държавната младежка организация „Бранник“. В началото на 1942 г. предвид добре свършената сложна работа в Добруджа е назначен за областен управител на новоучредената българска Беломорска област с главен град Ксанти и се оттегля от ръководството на „Бранник“. Пиема поста към.20.I.1942 от временно изпълняващия го след оставката на Илия Кожухаров о.з. генерал от авиацията ген. м-р Христо Герджиков . До 9 септември 1944 г. от изостанал край Беломорието се превръща в благоустроен район под ръководството на д-р Клечков. От София пристигат огромни суми – облагородява се земята, строят се нови стради и транспортни линии.
Опитите му да се противопостави на депортирането на беломорските евреи останали без българско поданство след отнемането на областта от България след Ньойския договор в 1920 г. от Великите сили са грубо осуетени от немската комендатура. Въпреки бурния му скандал с немските военни власти и изпратените от нето като областен управител телеграми до всички кметове в Беломорието да не се допуска депортиране на евреите, а когато в Ксанти идва телеграма от министър Габровски да изпрати беломорските евреи към Кюстендил, д-р Ст. Клечков издава друго нареждане – да останат всички евреи, които са български граждани, мнозинството от другите на които Антантата е отнела българското поданство и са под немска юрисдикция е вън от властта му да направи нещо. Има обаче запазен протокол от онова време, от който се вижда, че д-р Ст. Клечков строго наказва офицери от администрацията и стражари, които не са опазвали имуществото в изоставените еврейски къщи. Все пак от транспортираните към Кюстендил евреи той успява да върне обратно в Беломорието 37 евреи, включително известния гинеколог д-р Леви, баща на прочутия днес по цял свят български композитор Милчо Левиев и художника Йоан Левиев и така спасява от сигурна смърт тези десетки хора. 
На 8 септември 1944 г. Богдан Филов подава оставка като регент. Късно вечерта в Ксанти пристига телеграма до д-р Клечков с предложение да поеме регентството. Подготвя се да заминне още на другия ден – 9 септември, но сутринта Радио София съобщава, че в България е извършен преврат и д-р Клечков решава да мине през турската граница с група български индустриалци. На 18 септември 1944 година, край Саръшабан българският областен управител е пленен от гръцки партизани. На 13 октомври 1944 г. близките му научават, че е в Хасковския затвор. Тъстът му, д-р Карамалаков, известен в Сливен лекар, се среща с него. При разговора им д-р Ст. Клечков казва, че ще го убият. Моли да се види за последен път с жена си. Когато два дни по-късно, на 15 октомври, съпругата му отива в Хасково, той вече не е там, защото е предаден от „народната власт“ на гръцките партизани от ЕЛАС. Това е равносилно на осъждане на смърт от отечественофронтовска България. Д-р Ст. Клечков и още 15 души от българската администрация на Беломорието са предадени, без каквото и да е решение или искане за това на какъвто и да е гръцки държавен орган на партизаните узурпирали въпреки протестите на гръцкото правителство властта. Ликвидиран е по решение на местен гръцки „Народен съд“. На 13 февруари 1945 година, д-р Клечков е убит по особено жесток начин, като първо са му извадени очите, след това е заровен жив до шията, и накарая така разстрелян. Преди да го подложат на тези средновековни зверства, подробно му описват какво го чака. Гробът му край Драма е неизвестен.
През 1945 г. в България комунистическият „Народен съд“ също съди д-р Ст. Клечков. Обвиненията против него гледа XII състав. Съдят го обаче не като антисемит, какъвто той не е бил никога. Според обвинителните актове на т.нар. народен съд Клечков е обвинен и съден като ръководител на „Бранник“ и като публицист. Само толкова.  Целта на българските комунисти е по-скоро икономическа – да се вземе имуществото на този „богаташ“. Това е масова практика на много състави на „Народния съд“. Осъждат го, но при изпълнението на присъдата се оказва, че „богаташът“ д-р Ст. Клечков е живял под наем на ул. „Узунджовска“ в София. Единственото, което са взели, е изключително богатата му библиотека.